# Біхор (гори)
Біхо́р, Біхар (рум. Munţii Bihorului) — гірський масив на заході Румунії між річками Крішул-Алб на півдні та Крішул-Репеде на півночі. Складений кристалічними сланцями і гранітами, мезозойськими пісковиками, конгломератами, глинистими сланцями, вапняками є згаслі вулкани.
Найбільша висота — гора Кукурбета, 1849 м. На схилах букові і хвойні ліси; землеробство до 1200 м. Гори Біхор багаті на поклади, залізних руд і бокситів.